# Churra

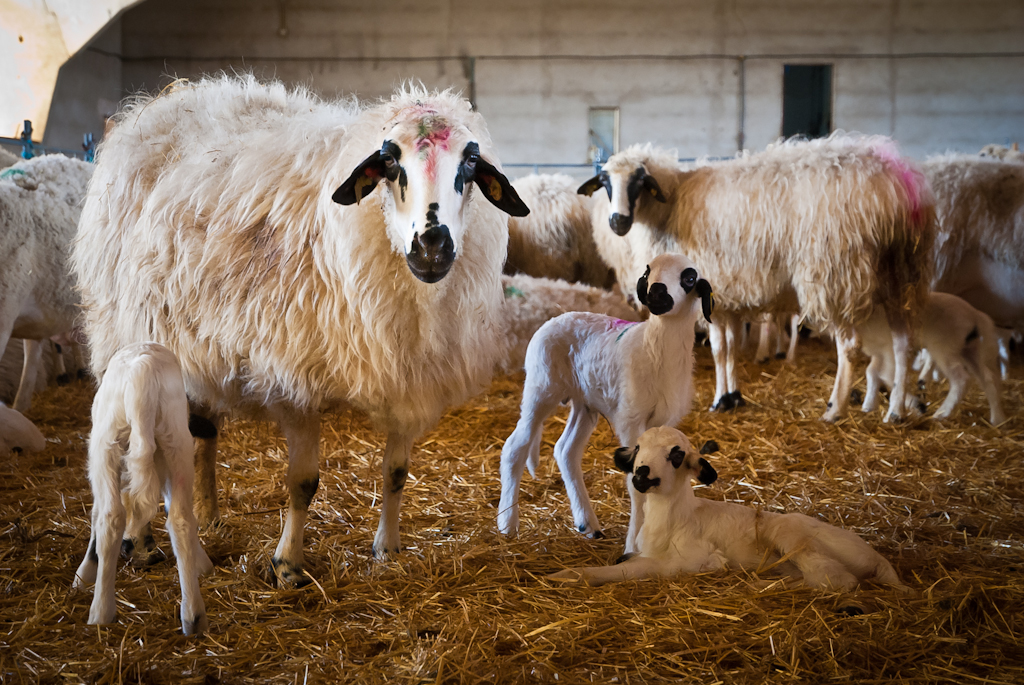
Ovelhas e cordeiros Churra em Segóvia

A Churra é uma antiga raça Ibérica proveniente de ovelhas da Zamora, na província de Castela e Leão.
É uma raça de tripla aptidão — carne, leite e lã. A Lã proveniente das ovelhas de raça Churra é uma lã grosseira, comprida e lisa.
Segundo o geógrafo Orlando Ribeiro em 1941, "a variedade churra é a que mais se encontra nos rebanhos serranos; e nesta ainda dominam as ovelhas pretas, consideradas inferiores às brancas pela qualidade da lã, mas mais resistentes aos rigores do clima. São reses de corpo pequeno, geralmente com a cara e as pernas deslanadas, acomodando-se a pastos de qualidade inferior e à intempérie".

## Em Portugal

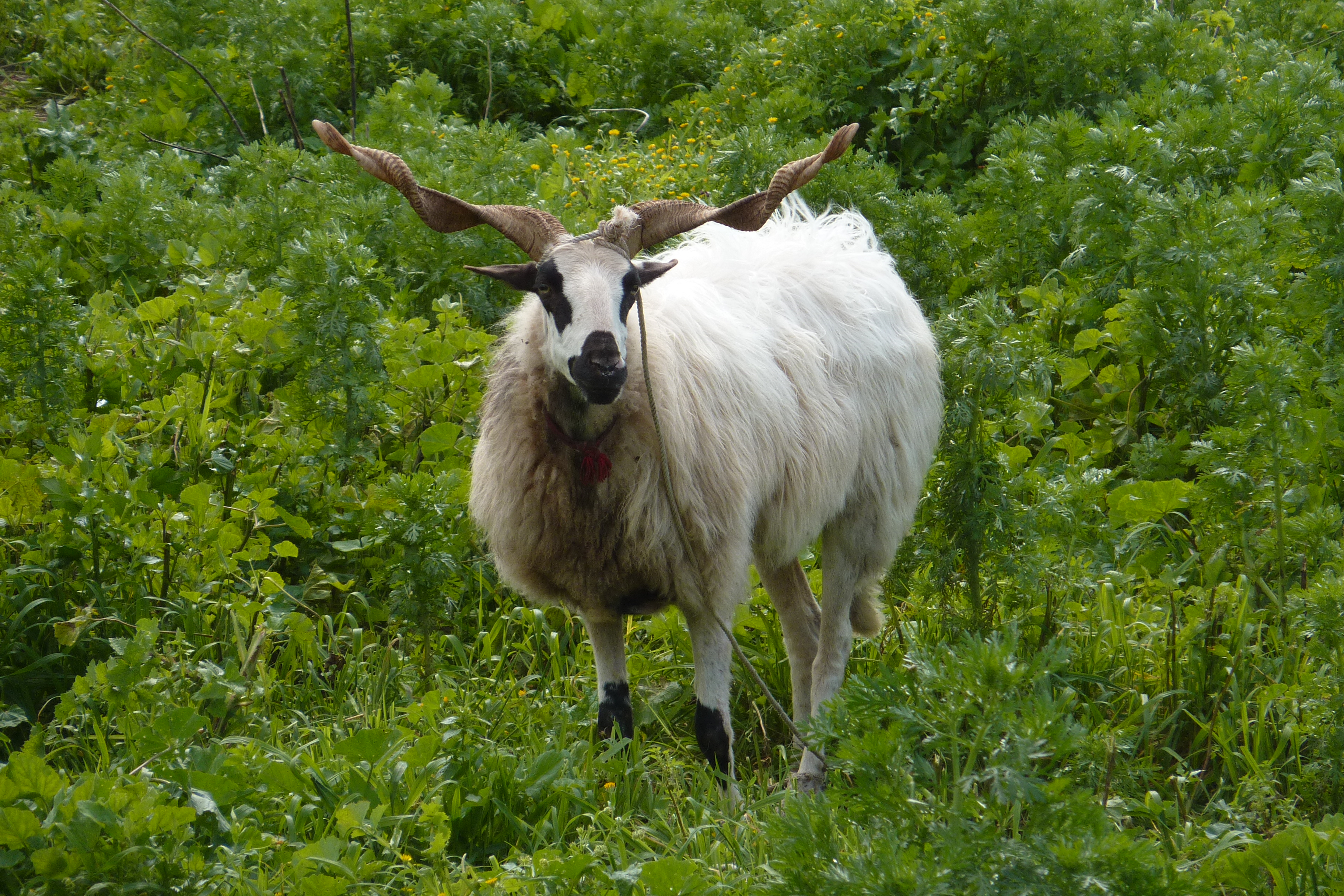
Churra Algarvia, encontra-se distribuída pelo Algarve e Alto Alentejo

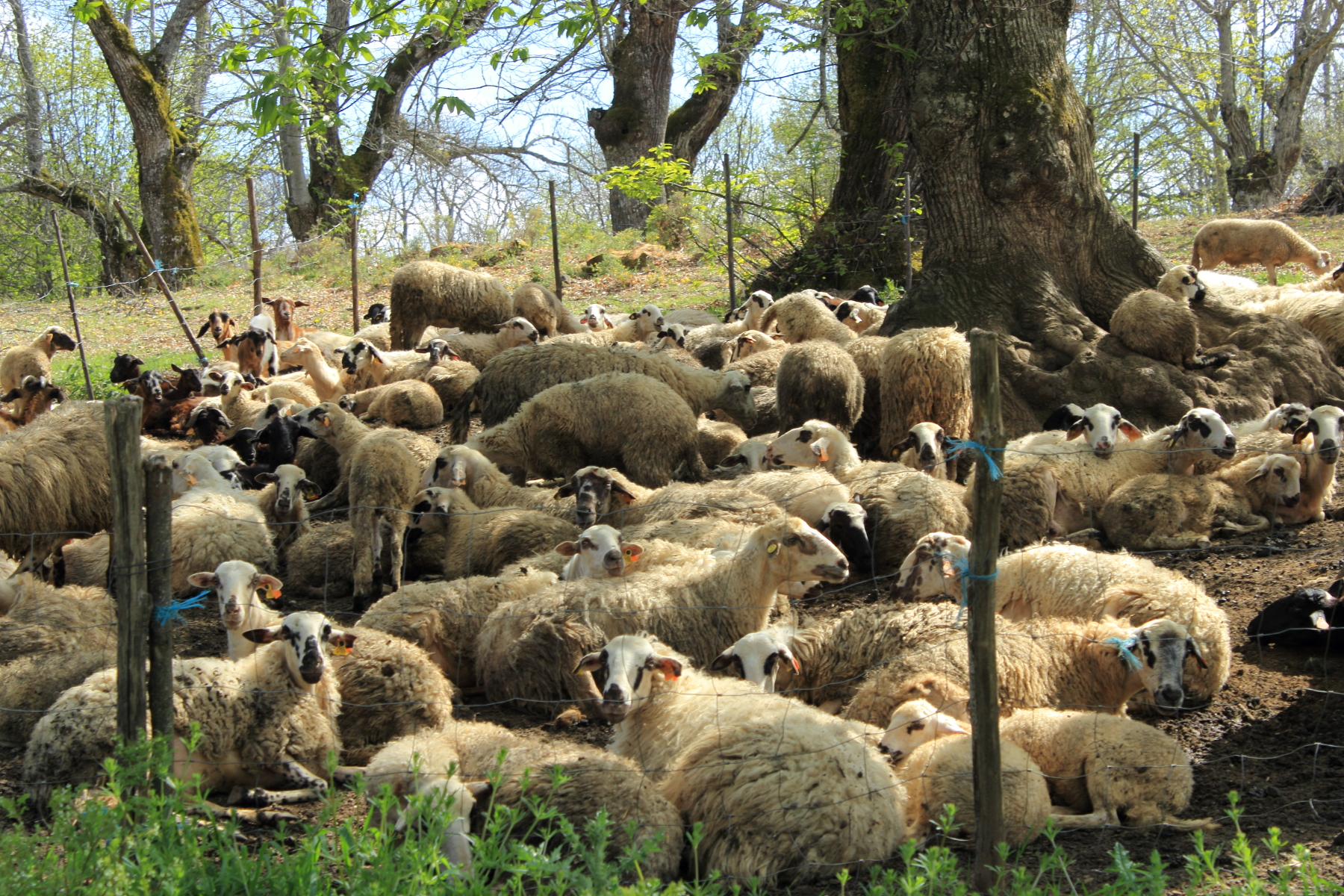
Churra Galega Bragançana, distribuída pela Terra Fria

Existem várias espécies de ovelhas churra:
- Churra Algarvia (Algarve);
- Churra Badana (Trás-os-Montes - Terra Quente);
- Churra do Campo (Raia da Beira Baixa);
- Churra do Minho (Minho);
- Churra da Terra Quente (Trás-os-Montes - Terra Quente);
- Churra Galega Bragançana (Trás-os-Montes/Terra Fria Transmontana);
- Churra Mondegueira (Norte do Alto Mondego);
- Churra Galega Mirandesa (Trás-os-Montes/Planalto mirandês).

Existem diversos produtos certificados confeccionados a partir das ovelhas desta raça, nomeadamente:
- Queijo Terrincho e Borrego Terrincho - Raça Churra da Terra Quente;
- Cordeiro Bragançano - Raça Churra Galega Bragançana;
- Borrego da Beira - Raça Churra Mondegueira.

## Número de efectivos
| Raça                     | N.º de machos | N.º de fêmeas | N.º de criadores |
| ------------------------ | ------------- | ------------- | ---------------- |
| Algarvia                 | 64            | 1626          | 22               |
| Badana                   | 123           | 2417          | 34               |
| Terra Quente             | 590           | 13298         | 120              |
| Campo                    | 31            | 290           | 7                |
| Minho                    | 221           | 4435          | 87               |
| Galega Bragançana Branca | 431           | 11729         | 117              |
| Galega Bragançana Preta  | 126           | 2651          | 47               |
| Galega Mirandesa         | 158           | 4759          | 66               |

## Lã Churra
As lãs Churra são impróprias para a confecção de artigos de vestuário. Uma parte das lãs é utilizada no fabrico artesanal de artigos, tais como meias, Cobertor de Papa e tapetes. Depois de lavadas e enfardadas, são exportadas, sendo utilizadas para o isolamento térmico e acústico de edifícios.
Atualmente, em Portugal e Espanha, os criadores das raças churra, donos de pequenos rebanhos, têm dificuldade em escoar a sua lã.

### Indústria da tecelagem na Serra da Estrela
Historicamente, uma das principais indústrias da Serra da Estrela foi a da tecelagem em grande escala, apoiada pela existência de grandes quedas de água enquanto fonte de energia elétrica. Nestas fábricas de Manteigas, Gouveia, São Romão (Seia), Loriga, Unhais, os industriais compravam lã dos rebanhos da Serra, trabalhando o velo churro para fabricar tecidos grosseiros (burel, saragoça), cobertores, mantas e panos para alforges, vendidos depois aos pastores e camponeses serranos.